# Sacra conversazione degli Ingesuati
La Sacra conversazione degli Ingesuati è un dipinto a tempera su tavola (190x200 cm) di Domenico Ghirlandaio, databile al 1484-1486 circa e conservato nella Galleria degli Uffizi a Firenze.

## Storia
Il dipinto si trovava sull'altare maggiore della chiesa di San Giusto alle Mura, detta degli Ingesuati, appena fuori dalle mura di Firenze, dove venne vista dall'Albertini nel 1510. Era stato realizzato in occasione di importanti lavori di ridecorazione della chiesa, che videro impegnato anche Pietro Perugino, con tre tavole oggi tutte agli Uffizi (Orazione nell'orto, Crocifissione e Pietà).
Come è noto la chiesa venne distrutta nel 1529 per l'assedio di Firenze. I dipinti vennero portati dai frati nella loro nuova sede del convento di San Giovanni Battista della Calza presso Porta Romana, dove li vide Vasari, che li descrisse sugli altari laterali. La pala arrivò agli Uffizi nel 1853.

## Descrizione

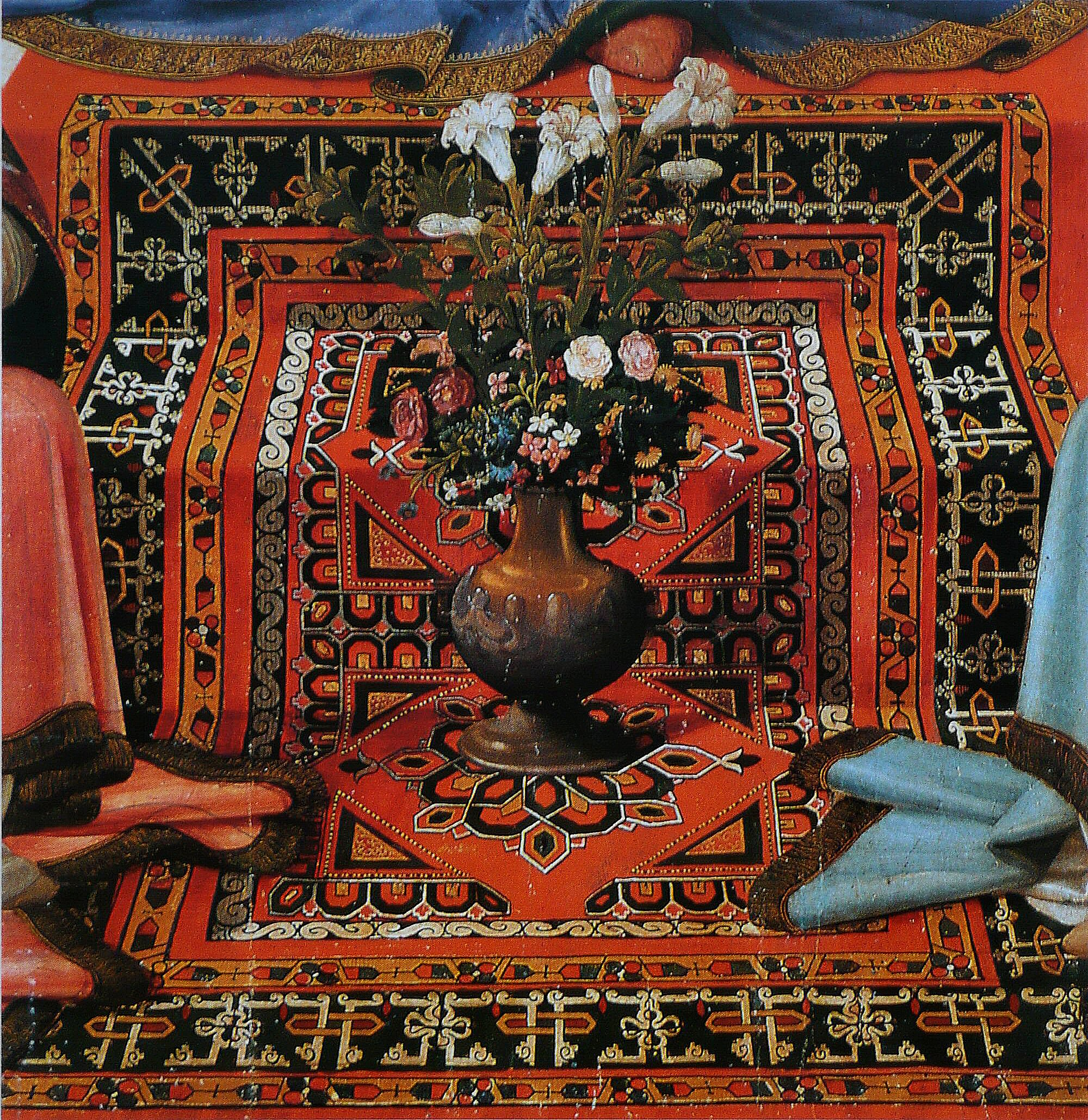
Dettaglio

Si tratta di una sacra conversazione con una composizione ormai ben consolidata nella tradizione fiorentina, derivata dalla Pala di San Marco dell'Angelico (1438-1440 circa). Ambientata su una terrazza, ha al centro la Madonna col Bambino seduta in posizione frontale (ma con le gambe che scartano a sinistra) su di un fastoso trono marmoreo, circondata da quattro angeli. Grande attenzione è riservata alla rappresentazione dei dettagli decorativi, tra cui il fregio con rilievi dorati incastonati di perle (simbolo di purezza), la piccola volta con rosoni, i sostegni laterali a forma di esuberanti reggi-candela. Sul manto della Vergine si trova la stella ricamata, antichissimo simbolo della grazia divina discesa su Maria e ricordo della cometa che guidò i Magi dopo la Natività. La spilla ovale appuntata sul suo petto è composta da un grande zaffiro, simbolo di castità e pudicizia, circondato da perle. Il Bambino è paffuto e in posizione benedicente, con in mano una sfera di cristallo con sopra una croce dorata con perle, che simboleggia il suo dominio sul mondo. Autentici brani di virtuosismo sono la resa delle trasparenze del vetro o del velo impalpabile che lo veste.

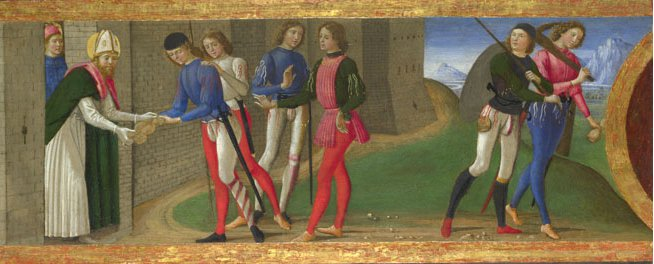
Miracolo del pane dei santi Giusto e Clemente

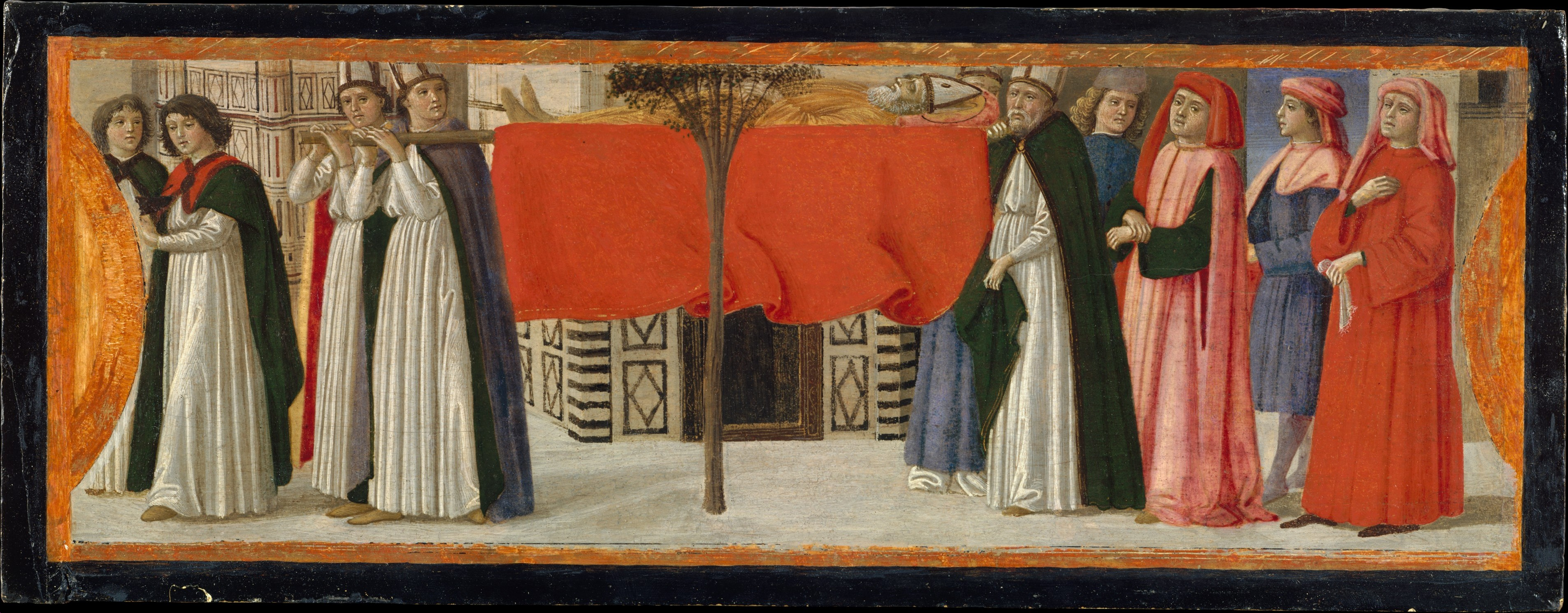
Sepoltura di san Zanobi

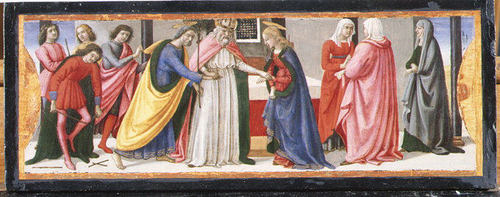
Sposalizio della Vergine

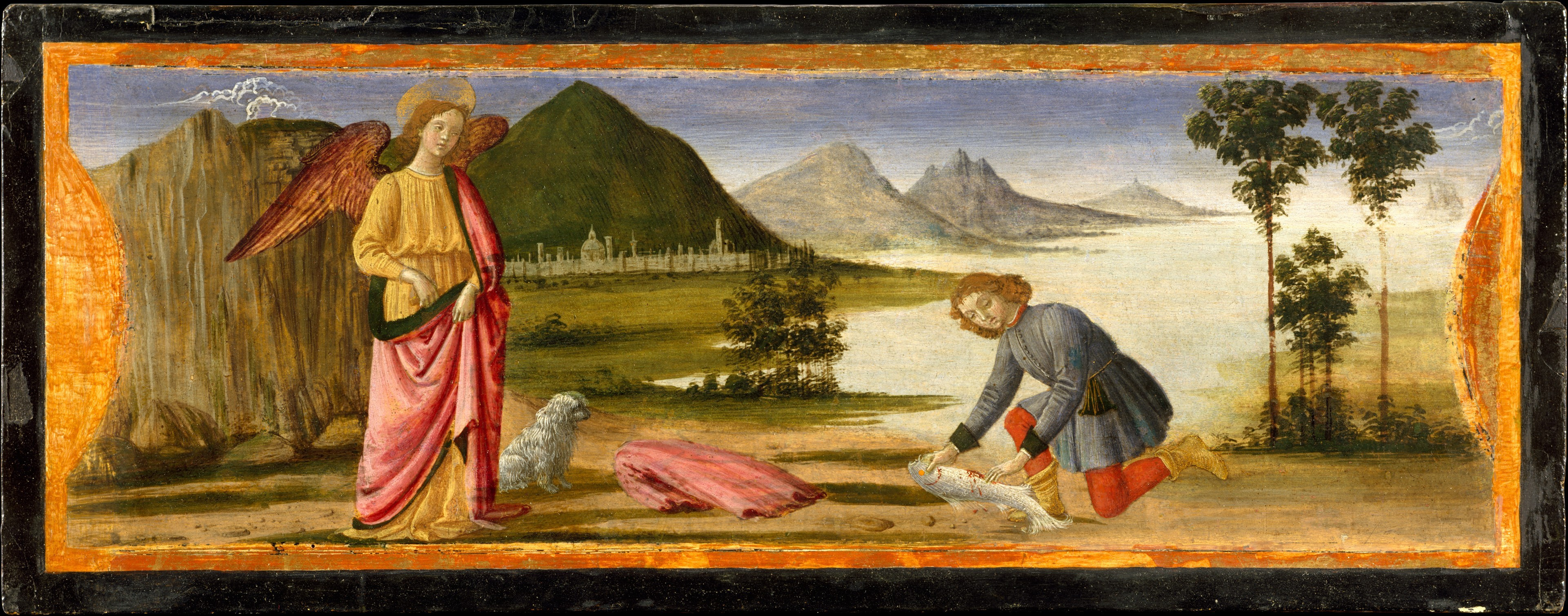
Tobiolo e l'angelo

Ai lati si trovano alcuni santi che si trovano su piani spaziali diversi, sintetizzabili nella diversa collocazioni sui vari gradini: a sinistra l'arcangelo Michele, con un'armatura lucida che venne ampiamente lodata da Vasari, a destra l'arcangelo Gabriele con il giglio. Vasari sottolineò in particolare l'abilità del pittore di ricreare il colore dorato e l'effetto metallico senza il ricorso alle tecniche tradizionali con la foglia d'oro, ma solo con i colori a tempera, attribuendone l'invenzione a Ghirlandaio, mentre era una tecnica usata già dai fiamminghi e, in Italia, da Piero della Francesca. In basso, inginocchiati, si trovano due vescovi, di eccezionale fattura nella diversa resa dei dettagli, come la soffice barba, la pesante pianeta, il setoso tessuto della tunica. La loro identificazione è chiarita dalla predella: sono san Zanobi e san Giusto di Volterra, titolare della chiesa, da non confondere con san Giusto martire.
Lo schema della composizione è piramidale, con la Vergine al vertice e i due santi inginocchiati alla base, deriva quindi dall'esempio dell'Angelico. Anche lo sfondo, con un muro che fa da quinta (in questo caso aperto a griglia per lasciare intravedere qualche brano di paesaggio) e alcune cime di alberi che spuntano oltre la cortina, in questo caso un arancio, un melograno e alcuni cipressi, tutti trattati con estremo realismo, che alludono anche a significati simbolici (la melagrana simbolo di fecondità e regalità, l'agrume, emblema del peccato originale che viene superato con la nascita di Cristo e l'instaurarsi di un nuovo patto tra Dio e gli uomini).
Dell'opera esiste una predella in cinque scomparti, attribuita a David Ghirlandaio e divisa tra il Metropolitan Museum di New York (3), il Detroit Institute of Arts e la National Gallery di Londra.
Essi rappresentano:
- Caduta degli angeli ribelli (Detroit)
- Trasferimento del corpo di san Zanobi (New York)[1]
- Sposalizio della Vergine (New York)[2]
- Miracolo del pane dei santi Giusto e Clemente (Londra)[3]
- Arcangelo Raffaele e Tobiolo (New York)[4]

## Stile
L'opera è esemplare dello stile di Ghirlandaio, che sviluppava i temi religiosi con una tecnica pittorica ineccepibile, ma anche con tono festoso e piacevole, ricco di dettagli ripresi dal vero, spesso tratti dalla quotidianità delle classi più agiate della Firenze dell'epoca. La composizione è armoniosa e perfettamente bilanciata, sia nel rapporto tra masse e volumi, che nell'alternarsi dei colori, preziosi e smaglianti.
L'indagine analitica di alcuni dettagli rimanda alla volontà di emulazione dell'arte fiamminga, come è evidente nel prezioso tappeto anatolico ai piedi della Vergine o nella natura morta rappresentata dal vaso di fiori (tutti fiori simbolici: gigli, rose, ecc.). Il tappeto è praticamente lo stesso che compare nel San Girolamo nello studio, affrescato nel 1480.
Molto simile, dello stesso autore, è la Sacra conversazione di Monticelli, sempre agli Uffizi, che è però meno ricca.